# Mori Chack
Pour les articles homonymes, voir Mori et Chack (homonymie).
Mori Chack (森チャック Mori Chakku, né le 23 mars 1973 à Sakai dans la préfecture d'Osaka au Japon, est réputé pour ses créations telles le Gloomy Bear. Mori a un grand frère et une petite sœur, qui s'est également lancée dans le graphisme. Il vit encore aujourd'hui à Osaka.